# Penny (supermarket)
Penny (denumit în trecut și Penny Market) este un lanț de supermarketuri german de tip discount deținut de Rewe, care operează peste 3.700 de magazine în Germania, Austria, Italia, România, Ungaria și Cehia. În anul 2022, rețeaua Penny România număra 319 unități, la care se adaugă patru centre logistice, situate în Ștefăneștii de Jos, Turda, Bacău și Filiași. Principalii competitori ai lanțului de magazine sunt Lidl și Kaufland.
Rewe Group a operat anterior în România, rețeaua locală de supermarketuri Billa, ce a fost vândută către Carrefour în 2017, dar și magazinele  Selgros Cash & Carry , compania fiind vândută integral către retailerul elvețian Coop.
În România, magazinele cu suprafață mai mare erau numite XXL Mega Discount (până în ianuarie 2013 – Penny Market XXL); acestea au operat în București, Sibiu, Ploiești, Buzău, Brăila, Brașov, Galați și Târgoviște – în fiecare oraș câte un singur magazin. În ianuarie 2018, magazinele XXL Mega Discount s-au transformat în centre comerciale.
De la 1 iulie 2020, Penny Market a devenit PENNY.